# Asystasia chelonoides
Asystasia chelonoides är en akantusväxtart som beskrevs av Christian Gottfried Daniel Nees von Esenbeck. Asystasia chelonoides ingår i släktet Asystasia och familjen akantusväxter. Inga underarter finns listade i Catalogue of Life.